# Stato dei Presidi
Lo Stato dei Presìdi (talvolta scritto Presidii o Presidî, conosciuto anche come Presìdi di Toscana) fu un governatorato situato in Toscana, creato per volontà del re di Spagna Filippo II come appannaggio dei viceré spagnoli di Napoli in occasione del trattato di Londra (1557) che sancì la spartizione della Repubblica di Siena. Fu quindi sottoposto alla Spagna dal 1557 al 1707, passò dal 1708 al 1733 alla corona d'Austria, e, infine, dal 1733 al 1801 ai Borbone delle Due Sicilie. Seppur costituito in limiti angusti, permetteva ai suoi dominatori di controllare i traffici del Tirreno verso l'Italia meridionale.

## Geografia
Lo Stato dei Presìdi, situato in Toscana, comprendeva Orbetello (comprese le frazioni di Ansedonia e Talamone), Porto Ercole e Porto Santo Stefano (nel promontorio dell'Argentario). Successivamente, dal 1603 venne aggregato Porto Longone (l'attuale Porto Azzurro), località dell'isola d'Elba già appartenente al Principato di Piombino.
Il litorale di sua pertinenza andava da Poggio Raso, a nord di Talamone, fino alla torre di Buranaccio, posta sulla costa, al confine con il Granducato di Toscana e lo Stato della Chiesa. La linea di confine iniziava sulla costa da Poggio Raso a nord della Torre delle Cannelle sui Monti dell'Uccellina, e si addentrava nell'interno a sud della tenuta di Collecchio fino al Poggio Aquilone e al Malpasso. Da qui scendeva verso sud fino al fiume Osa e arrivava in località Doganella presso il basso corso del fiume Albegna. Proseguiva seguendo la linea delle colline fino al laghetto del Cutignolo e da qui, passando ad ovest di Capalbio arrivava al Poggio Capalbiaccio per tornare verso la costa al lago di Burano.

## Storia

### Origine

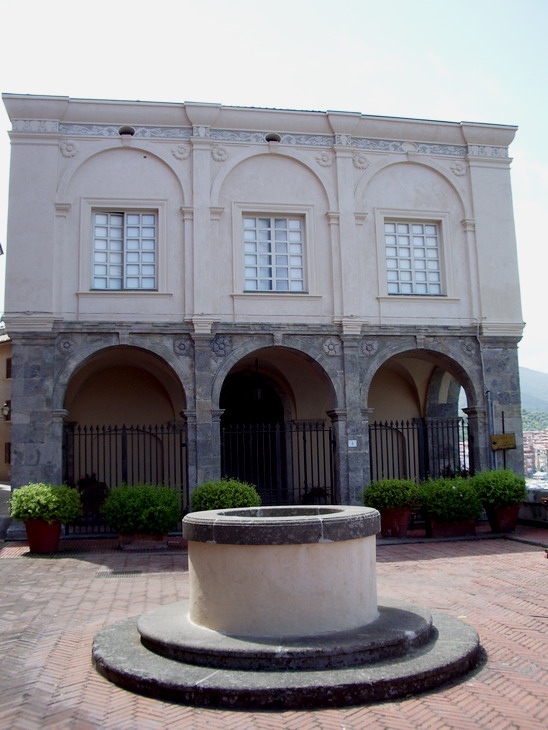
Il Palazzo dei Governanti sede del governatore spagnolo a Porto Ercole

Lo Stato dei Presìdi venne costituito durante la Guerra di Siena, combattuta nel 1552-1559 ed inserita nella cornice delle Guerre d'Italia franco-spagnole (1494-1559), con il Trattato di Londra (1557), siglato a guerra ancora in corso in previsione dell'eventuale conquista imperiale della Repubblica di Siena.
Con il termine della guerra, sebbene la Repubblica di Siena riuscisse a resistere - non sconfitta definitivamente, ma riparata in Montalcino - con il Trattato di Cateau-Cambrésis ne venne cancellata l'indipendenza ed assegnata alla Corona spagnola. I suoi territori vennero quindi suddivisi in base agli accordi precedenti: un'ampia fascia costiera andò a formare lo Stato dei Presidi, mentre gran parte del territorio venne affidato come feudo nobile a Cosimo I de' Medici dando vita al Ducato di Siena.

### Il periodo spagnolo

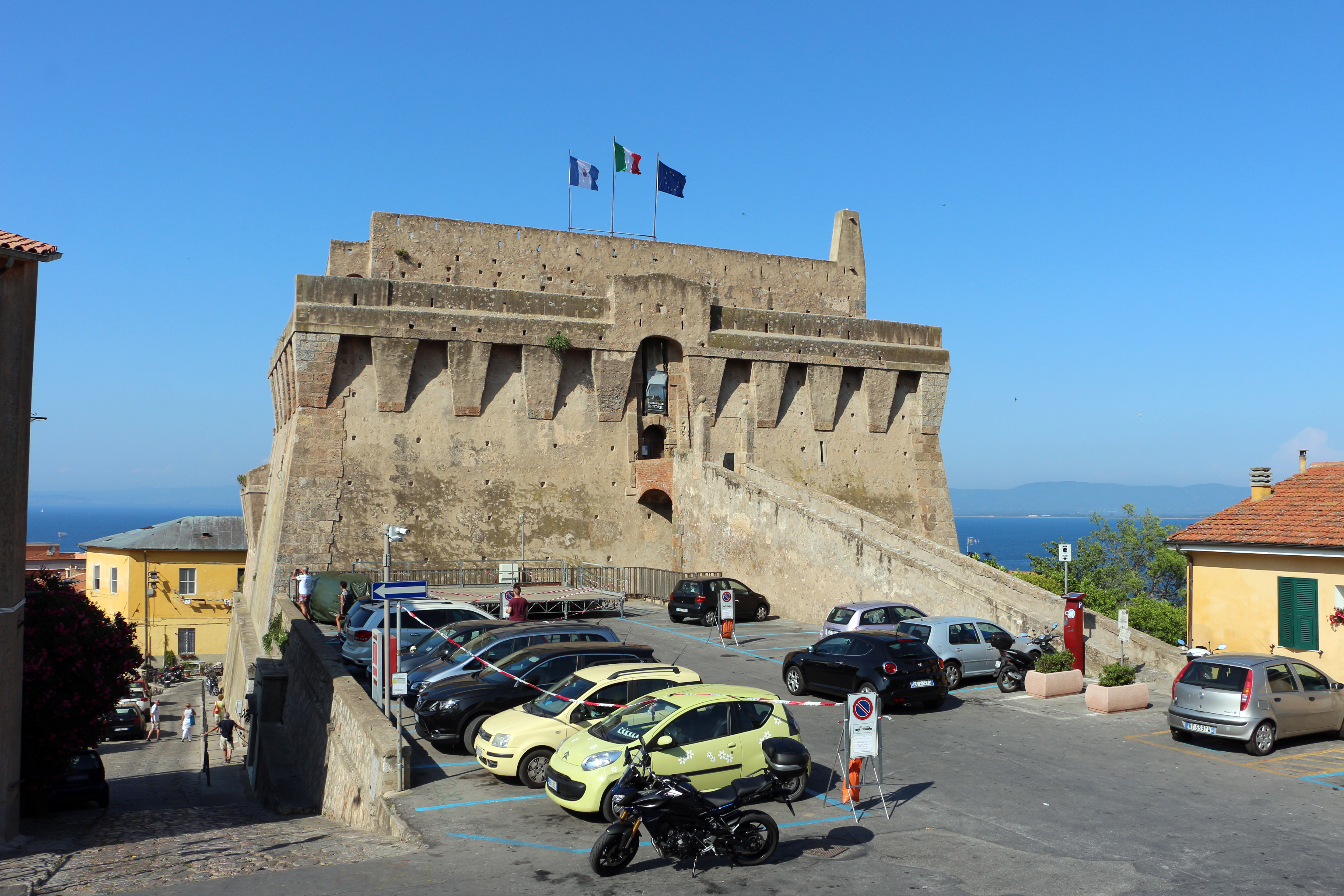
La Fortezza Spagnola di Porto Santo Stefano

Il primo periodo (1557-1707), caratterizzato dalla amministrazione dei viceré di Napoli, fu quello che ebbe maggior durata. In esso lo Stato dei Presìdi assolse appieno le funzioni politiche e militari per le quali era stato creato, lasciando inoltre la maggior quantità di documentazione urbanistica ed architettonica.
Nel giro di cinquant'anni lo Stato dei Presìdi dispose di un sistema di fortificazioni sempre più imponenti, in aggiunta a quelle medievali, che furono costruite o riadattate. 
Successivamente Cosimo de Medici, che disponeva di alcuni tra i migliori architetti militari dell'epoca, seppe approfittare della situazione, e si impadronì di Castiglione della Pescaia e dell'Isola del Giglio, strappandola al legittimo proprietario don Innico Piccolomini, marchese di Capestrano e duca di Amalfi, ma nemico della Spagna e di Firenze.
Successivamente i viceré spagnoli di Napoli cominciarono a esercitare un potere sempre più ampio. Il primo degno di menzione è don Pedro Afán de Ribera, duca di Alcalá de los Gazules, che dopo una visita nel 1569 fece costruire caserme in Orbetello, Porto Ercole e Talamone, dotandole di forti guarnigioni.
A seguito dell'invasione della Toscana da parte della compagnia di ventura comandata da Alfonso Piccolomini, duca di Montemarciano, fu sospettata la connivenza della Spagna, che avrebbe fornito aiuti attraverso lo Stato dei Presìdi.
Fra gli eventi minori di quel periodo si ricorda che, nel 1592, il territorio di Talamone venne invaso da una quantità di cavallette mai vista e che in certi momenti riusciva a rabbuiare il sole.
Particolarmente felice fu il periodo di vicereame di Enrique de Guzmán, conte di Olivares, che nel 1596, contro le disposizioni governatoriali, consentì di andare in giro armati a tutti gli abitanti dello Stato, sia per cacciare liberamente che per difendersi dai Turchi e dai fuoriusciti che infestavano la Maremma. 
Nel 1597 furono organizzate grandi feste, che alleviarono il clima rigido instaurato dai governatori, per la visita del cardinale Pietro Aldobrandini, nipote di Clemente VIII. Cambiati i rapporti con la Toscana, il Re di Spagna si avvalse di una clausola del trattato di Londra per far costruire la fortezza di Porto Longone in contrapposizione alla fortezza toscana di Portoferraio.
Successivamente sotto il vicereame di Giovanni Alfonso Pimentel, conte di Benavente, si distinse il governatorato di Egidio Nunes Orejon come restauratore e valorizzatore di Porto Santo Stefano. Egli circondò la vecchia rocca di un agrumeto dotandola anche di una sorgente d'acqua, fece costruire due fonti di uso pubblico (la pilarella e la fonte della piazza) e rese possibile in loco l'insediamento di famiglie da Orbetello, Talamone e Porto Ercole.
Tra il 9 maggio ed il 20 luglio 1646 Orbetello subì un assedio da parte dell'esercito francese. L'assedio fallì, ma fu compensato dalla presa di Porto Longone dal 27 settembre 1646 al 15 luglio 1650. Questo episodio della più vasta guerra dei trent'anni permise minacce dirette da parte della Francia di Giulio Mazzarino al Regno di Napoli e provocò lo sconvolgimento dell'apparato di dominio spagnolo in Italia: a seguito di questa guerra, infatti, il Viceré spagnolo fu costretto ad imporre ai napoletani forti tasse, fra cui quella sulla frutta, che dette vita ad una violenta insurrezione della popolazione, di cui fu storico protagonista Tommaso Aniello detto Masaniello.
Nel 1660 si ebbe la costruzione del fortino delle Saline, su ordine di Filippo IV, allo scopo di porre una guardia dell'istmo del Tombolo e della Giannella e di opporre una valida difesa contro i pirati.
Chiuso il capitolo delle minacce francesi lo Stato dei Presìdi vide una notevole rifioritura ed un miglior tenore di vita della popolazione. È in questo periodo che lo Stato dei Presìdi ebbe i maggiori cambiamenti, sia con l'edificazione dei grandi complessi di fortificazioni ma anche per tante espressioni di convivenza civile, fasto, costumi e perfino modifiche nella lingua. Ad Orbetello, la capitale dello Stato, fu realizzata una tipografia in grado di stampare libri. Furono effettuati lavori di ampliamento ed abbellimento del Duomo, con l'aggiunta di nuovi altari, di cappelle gentilizie e di tombe di notabili. Molti furono i palazzi pubblici civili realizzati, come il palazzo del governatore in Orbetello e Porto Ercole.
Questo stato di prosperità e di pace si protrasse per tutta la seconda metà del Seicento, solamente turbato dalle inevitabili pestilenze che si diffondevano attraverso marinai e fauna delle navi che attraccavano nei porti dell'Argentario e di Talamone, tanto che nel 1676 venne istituito uno specifico commissariato di sanità, sebbene già esistessero i due ospedale di Santa Croce e Santa Maria.
Nel 1667 con la salita al trono francese di Luigi XIV ripresero le ostilità, e Cosimo III de' Medici fu conteso tra Impero asburgico, Regno di Spagna e Regno di Francia, che gli promisero compensi territoriali anche ben più grandi del medesimo Stato dei Presìdi, tanto che avanzò la richiesta del titolo di Re sui territori della Sardegna posseduti precedentemente dalla Repubblica di Pisa. Tutto finì nel nulla quando gli spagnoli, conquistata Milano, imposero un pesante contributo di denaro al Granduca di Toscana, ridotto poi solamente a 100.000 scudi per non far orientare Cosimo III verso la Francia (1691).

#### Amministrazione politica
Lo Stato dei Presìdi non fu mai uno Stato sovrano, non ebbe mai una dinastia regnante propria e tanto meno ebbe rappresentanze ufficiali proprie: nacque come possedimento diretto della corona di Spagna e fu amministrato dai Viceré del Regno di Napoli, a sua volta sotto il dominio spagnolo dal 1503 poi quello austriaco due secoli dopo, infine dal 1735 dal Regno di Napoli e di Sicilia.
Il territorio era costituito da quattro presidi di cui Orbetello fu il centro principale. Gli altri furono Talamone, la cui giurisdizione militare comprendeva Banditella, la torre di Talamonaccio, la torre delle Saline e una piccola parte della spiaggia della Giannella con il territorio a nord dell'Albegna; il presidio di Porto Ercole, che controllava la porzione sud-orientale del Monte Argentario, fino a Terrarossa e Maddalena, l'istmo della Feniglia e l'isola di Giannutri; la giurisdizione di Porto Santo Stefano si estendeva sulla porzione settentrionale dell'Argentario fino alla Giannella ed infine il presidio di Porto Longone istituito nel 1604 nelle coste orientali dell'isola d'Elba.
Lo Stato ebbe solo governatori inviati dal governo centrale: per lo più militari di medio rango, preoccupati di mantenere in efficienza le fortificazioni. Il comandante generale risiedeva ad Orbetello ed era affiancato da un Uditore, che amministrava la giustizia, un Veditore (provveditore), che provvedeva agli aspetti economici, alle fortificazioni, alle paghe delle guarnigioni e coadiuvato da uno Scrivano di razione (ragioniere) e da un Pagatore; mentre le entrate del fisco erano amministrate dall'Appaltatore. Vi era inoltre un Vicario generale, che sovraintendeva ed ispezionava il territorio.

### I passaggi di mano e la dissoluzione
Con la guerra di successione spagnola (1700-1713) si giunse al primo dei decisivi rivolgimenti politici che lo Stato dei Presìdi ebbe a subire: occupato dagli austriaci insieme al Regno di Napoli, i Presìdi vennero a loro assegnati dai trattati di pace di Utrecht (1713) e Rastatt (1714). Dal 1707 al 1733 venne amministrato quindi dagli Asburgo e retto dai loro viceré.
Nel 1733 venne rioccupato dagli spagnoli come prodromo della conquista borbonica delle Due Sicilie e, di seguito alla guerra di successione polacca, dal 1736 fu annesso al Regno di Napoli: fu formalmente soppresso con un decreto di Ferdinando IV il 16 gennaio 1796, con il quale fu integrato nel demanio del Regno assieme al ducato di Sora.
Al periodo del regno di Ferdinando IV si deve l'emissione di una monetazione in rame (1782, 1791 e 1798) nel valore di 1, 2 e 4 quattrini coniati, nella zecca di Napoli, espressamente per la circolazione nell'enclave toscana. Al dritto, le monete presentando il volto del sovrano volto a destra e, nel bordo, la legenda Ferdinando IV per grazia di Dio, re delle Due Sicilie. Al rovescio, sotto la corona, l'iscrizione REALI PRESIDII, il nominale (quattrino), la data in numeri arabi divisa in due dal valore in cifre romane; nei 4 quattrini, il tutto circondato da due rami di alloro legati in basso.
Rimase a Napoli fino alla pace di Firenze (28 marzo 1801), in virtù del quale i Presidi furono ceduti alla Francia, che li destinò al regno d'Etruria. Quest'ultimo ebbe vita breve: in seguito al Trattato di Fontainebleau (23 ottobre 1807) i Presìdi (come peraltro tutta la Toscana) furono annessi alla Francia. In seguito, con il Congresso di Vienna e la Restaurazione, non fu più ricostituito ed il suo territorio diventò parte integrante del Granducato di Toscana degli Asburgo-Lorena.

## Comuni odierni parte dello Stato dei Presidi nel 1800
| Comune           | Provincia attuale | Inizio dominazione spagnola | Superficie |
| ---------------- | ----------------- | --------------------------- | ---------- |
| Capoliveri       | Livorno           | 1557                        | 13,33 km²  |
| Monte Argentario | Grosseto          | 1557                        | 60,4 km²   |
| Orbetello        | Grosseto          | 1557                        | 226,8 km²  |
| Porto Azzurro    | Livorno           | 1557                        | 13,33 km²  |